# Dynamo Samarkand Stadium
Dynamo Samarkand Stadium é um estádio multi-uso em Samarcanda, Uzbequistão. Atualmente é utilizado principalmente para partidas de futebol. É o estádio do FK Samarqand-Dinamo, um clube de futebol uzbeque. O estádio tem capacidade para 12.500 pessoas.